# Nicolau I da Rússia
Nicolau I (em russo: Николай Павлович Романов; romaniz.: Nikolai Pavlovich Romanov; Gatchina, 6 de julho de 1796 – São Petersburgo, 2 de março de 1855) foi o Imperador da Rússia, Rei da Polônia e Grão-Duque da Finlândia de 1825 até sua morte. Era o penúltimo filho do imperador Paulo I e sua segunda esposa Sofia Doroteia de Württemberg, tendo ascendido ao trono após a morte de seu irmão mais velho Alexandre I. Nicolau é mais lembrado como um conservador cujo reinado foi marcado por uma grande expansão territorial, repressão de dissidentes, estagnação econômica, políticas ruins de administração, burocracia e guerras frequentes que culminaram na derrota russa durante a Guerra da Criméia.
Durante seu governo tentou eliminar os movimentos nacionalistas, perpetuar os privilégios da aristocracia e impedir o avanço do liberalismo. Também reprimiu a insurreição dezembrista em 1825 e apoiou a Áustria no controle da revolta húngara de 1848, o que lhe valeu o epíteto de o Guarda da Europa.

## Ascensão

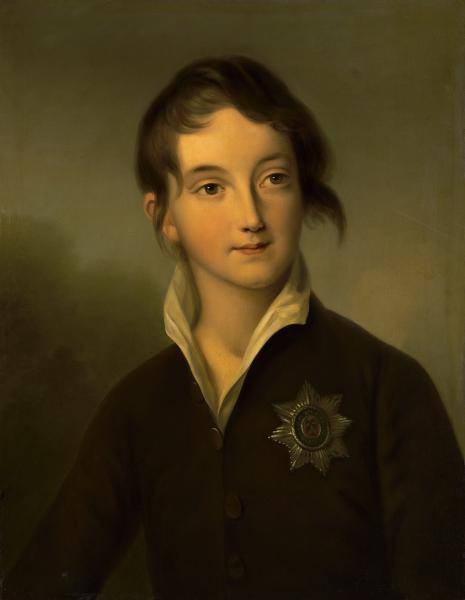
Nicolau durante sua infância.

Nicolau não foi educado para se tornar imperador da Rússia, uma vez que tinha dois irmãos mais velhos antes de si na linha de sucessão. Assim, em 1825, quando o seu irmão Alexandre I morreu subitamente de tifo, Nicolau viu-se no dilema de jurar lealdade ao seu segundo irmão mais velho Constantino Pavlovich ou aceitar o trono para si. Este impasse manteve-se  até Constantino, que estava em Varsóvia na altura, confirmou a sua recusa do trono. Assim, a 25 de dezembro (13 no estilo antigo) do mesmo ano, Nicolau publicou o manifesto onde reclamava o trono para si. Esse manifesto foi nomeado de “Primeiro de Dezembro”, a data oficial em que o reinado de Nicolau I se iniciou. Nesta altura, uma conspiração foi organizada  por militares para o retirar do trono e tomar o poder para eles. Esta situação levou à Insurreição Dezembrista a 26 de dezembro (14 em estilo antigo) de 1825 que Nicolau conseguiu reprimir com sucesso.

## Imperador e princípios

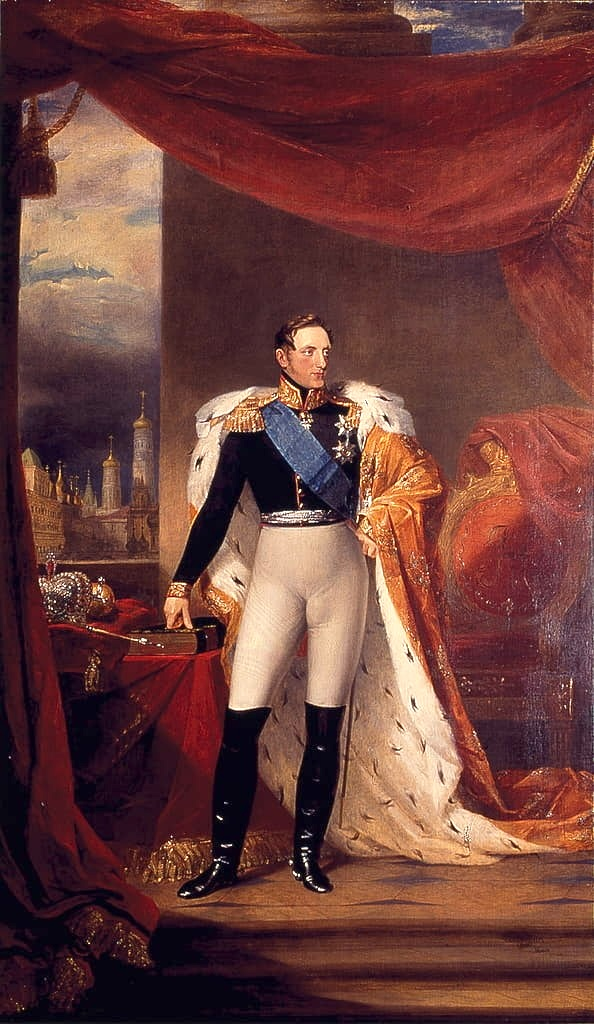
Nicolau em sua coroação.

A Nicolau faltava-lhe por completo a educação espiritual e intelectual dos seus irmãos mais velhos. Ele via o seu papel simplesmente como o de um autocrata paternal que deveria manter o seu povo controlado com todos os meios necessários. Tendo passado pelo trauma da Insurreição Dezembrista, Nicolau I estava determinado a ter um braço de ferro com a Sociedade russa. A Terceira Secção da Chancelaria Imperial continha um grande ramo de espiões e informadores com a ajuda dos Gendarmes, a polícia política do seu reinado. O governo exercia censura e outros tipos de controlo sobre a educação, a imprensa e ainda todas as manifestações da vida pública.
Em 1833 o ministro da educação, Sergei Uvarov, formulou o programa "Autocracia, Ortodoxia e Nacionalidade" que se tornou no guia de princípios do império. As pessoas deveriam mostrar lealdade à autoridade ilimitada do czar, às tradições da Igreja Ortodoxa Russa e, de uma forma mais vaga, à nação russa. Estes princípios levaram, falando no geral, à repressão geral e à supressão das nacionalidades não-russas e religiosas em particular. Por exemplo, o governo suprimiu as igrejas católicas gregas na Ucrânia e Bielorrússia em 1839.
Nicolau não gostava da ideia de servidão e considerou aboli-la na Rússia, mas não avançou com o projeto por razões de Estado. Temia os proprietários e acreditava que eles se podiam virar contra ele se ele lhes tirasse os servos. Contudo fez alguns esforços para melhorar as condições de vida dos servos pertencentes ao Estado, com a ajuda do ministro Pavel Kiselev. Durante a maior parte do seu reinado, tentou aumentar o seu controlo sobre os proprietários de terra e outros grupos influentes da Rússia.

## Casamento

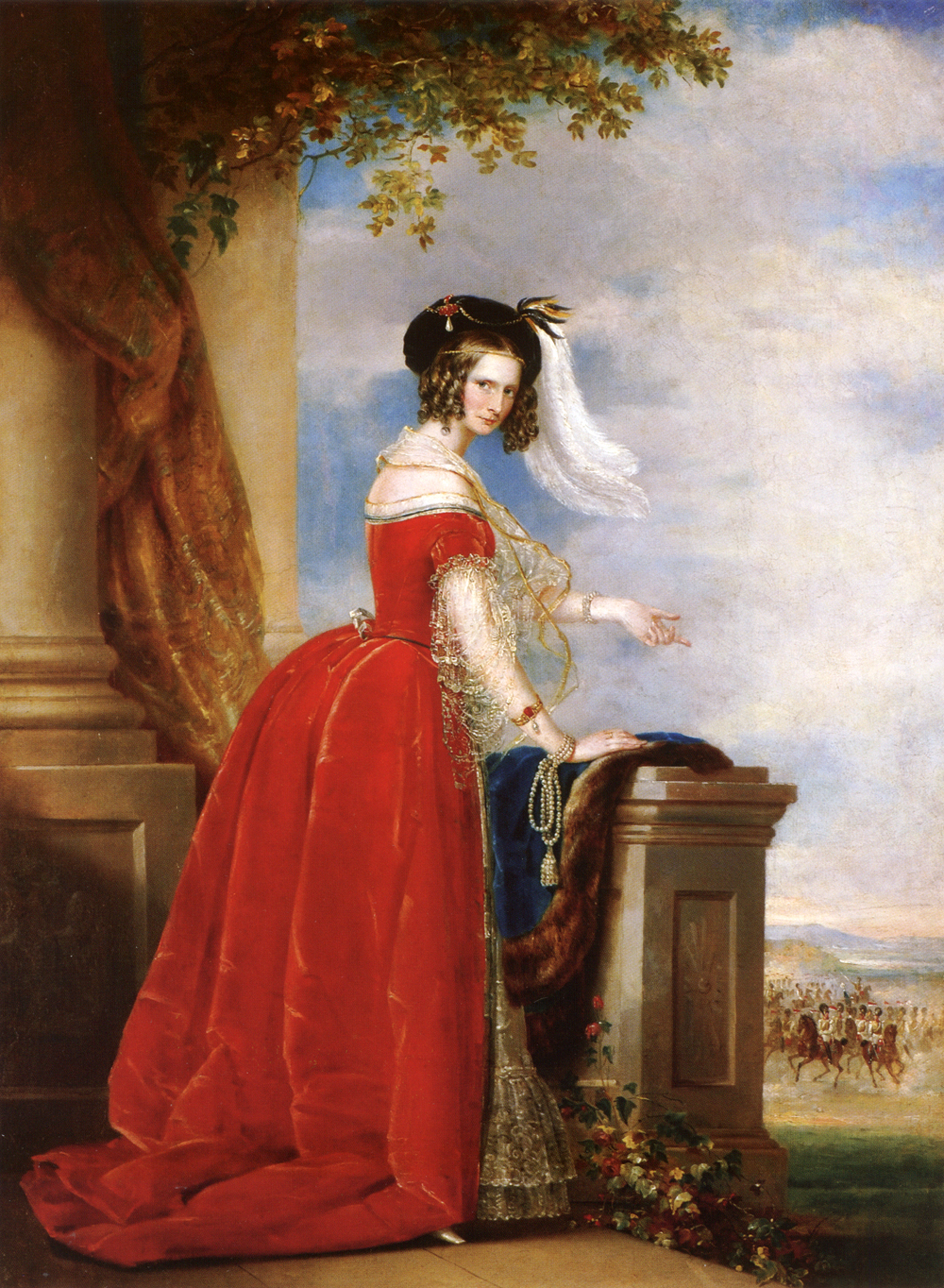
Alexandra Feodorovna.

No outono de 1814, Nicolau e o seu irmão, o grão-duque Miguel Pavlovich, visitaram Berlim. Foram feitos acordos entre as duas famílias reais para que Nicolau se casasse com a princesa Carlota da Prússia e, na segunda visita, realizada no ano seguinte, Nicolau apaixonou-se pela jovem princesa de dezassete anos. Este sentimento era mútuo. “Gosto dele e tenho a certeza que vou ser feliz com ele,” escreveu Carlota ao seu irmão, “O que temos em comum é a nossa vida interior; deixa que o mundo faça o que quiser, nos nossos corações temos um mundo só nosso.” De mãos dadas, os dois passearam pelos campos de Potsdam e foram à Opera de Berlim. No final da visita, o grão-duque Nicolau e a princesa Carlota estavam noivos. O casamento apenas aconteceria dois anos mais tarde.
No dia 9 de junho de 1817, a princesa Carlota chegou à Rússia com o seu irmão Guilherme. Depois de chegar a São Petersburgo, converteu-se à Igreja Ortodoxa Russa e mudou de nome para Alexandra Feodorovna. 
No dia em que completou dezanove anos de idade, a 13 de Julho de 1817, Alexandra casou-se com Nicolau na Capela do Palácio de Inverno. “Senti-me muito, muito feliz quando as nossas mãos se tocaram”, escreveu ela mais tarde sobre o seu casamento. “Com completa confiança e determinação, entreguei a minha vida nas mãos do meu Nicolau e ele nunca a traiu.”
Poucas semanas depois do casamento, Alexandra estava grávida. No dia 17 de abril de 1818, deu à luz o seu primeiro filho, o futuro czar Alexandre II, e, no ano seguinte, foi a vez da sua primeira filha, a grã-duquesa Maria Nikolaevna. Em 1820, Alexandra deu à luz uma bebé morta na sua terceira gravidez em três anos, o que a levou a cair numa depressão profunda. Os seus médicos aconselharam-na a tirar férias e nesse outono, Nicolau levou-a a ver a família em Berlim, onde ficou até ao verão de 1821, regressando novamente no verão de 1824. O casal não regressou a São Petersburgo até Março de 1825 quando o czar Alexandre I os chamou à sua presença.
Nicolau e Alexandra Feodorovna eram pessoas privadas que gostavam muito da companhia um do outro. Por oito anos, durante o reinado do czar Alexandre I, o casal viveu calmamente, sem nunca desejar ocupar o trono. Alexandre I não teve filhos e o seu herdeiro escolhido, o grão-duque Constantino Pavlovich da Rússia, renunciou os seus direitos de sucessão em 1822, fazendo assim com que o grão-duque Nicolau se tornasse o novo czarevich.

## Cultura

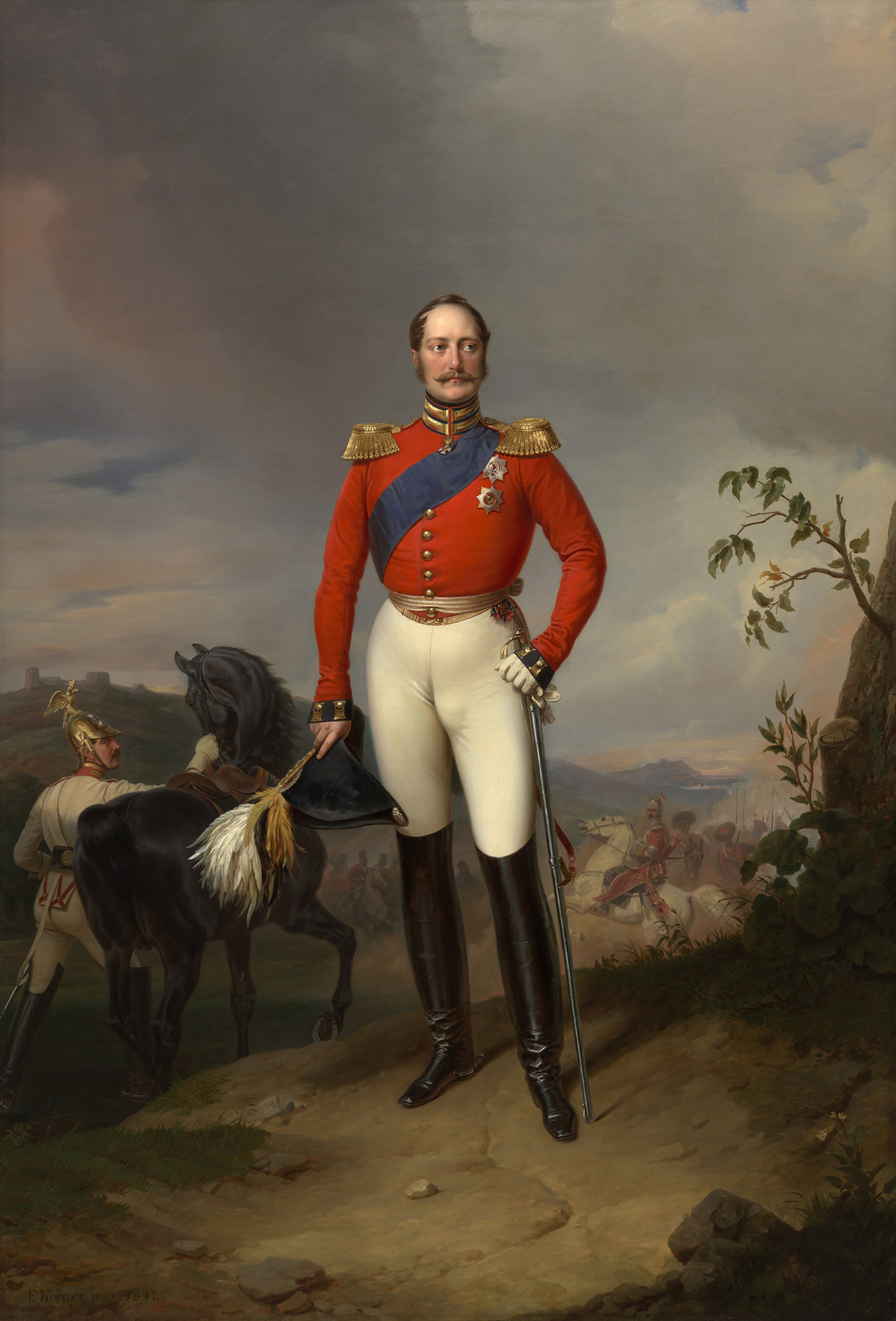
Nicolau

A ênfase oficial sobre o nacionalismo russo contribuiu para o debate do lugar da Rússia no mundo, o significado da História Russa e a Rússia futura. Um grupo, os ocidentalizadores, acreditava que a Rússia permanecia atrasada e primitiva e apenas se poderia modernizar através da europeização. Outro grupo, os eslavófilos, favoreciam entusiasticamente os eslavos, a sua cultura e os seus costumes, mostrando desagrado para com os ocidentes e a sua cultura.
Os eslavófilos viam a filosofia eslava como a fonte da complementação russa e eram cépticos quanto ao racionalismo e materialismo ocidentais. Alguns deles acreditavam que a comuna de camponeses russa, ou Mir, oferecia uma alternativa atraente ao capitalismo ocidental e poderia tornar a Rússia numa potência social e de salvação moral, representando assim uma forma de messianismo russo.
Apesar da repressão neste período, a Rússia viu um florescer da literatura e das artes. Através dos trabalhos de Aleksandr Pushkin, Nikolai Gogol, Ivan Turgenev entre muitos outros, a literatura russa ganhou estatuto e reconhecimento internacionais. O ballet enraizou-se na Rússia após a sua importação da França e a música clássica estabeleceu-se com as composições de Mikhail Glinka.

## Últimos anos
Em 1830, depois de reiteradamente negar-se a aceitar os limites constitucionais fixados pelo congresso polaco, foi deposto como rei da Polónia pelo chamado Levante de Novembro. Nicolau respondeu aniquilando os insurrectos e anexando a Polônia como província russa. Teve uma política expansionista que começou com a Guerra da Criméia. Faleceu em São Petersburgo em 1855, antes que britânicos e franceses, aliados do Império Otomano na guerra, triunfassem no cerco de Sebastopol, abrindo o caminho às reformas efetuadas por seu filho Alexandre II.

## Descendência
- Alexandre II (1818-1881) - tornou-se imperador em 1855 e foi apelidado de "o Libertador" pela Reforma Emancipadora de 1861. Foi casado desde 1841 com a princesa Maria de Hesse e Reno, com quem teve 8 filhos. Após ficar viúvo em 1880 contraiu um casamento morganático com sua amante de longa data, Catarina Dolgorukov, pouco antes de ser assassinado em 1881 por um terrorista.
- Maria Nikoalevna (1819-1876) - apelidada de ''Masha'', era muito parecida com seu pai e demonstrou aptidão para trabalhos artísticos desde cedo. Casou-se em 1839 com o Duque Maximiliano de Leuchtenberg, com a condição de permanecer na Rússia após o casamento. Tendo fixado residência na Rússia, Maria recebeu um grandioso palácio como presente de casamento, onde criou seus 7 filhos. Sua aptidão e gosto para artes a tornou Presidente da Academia das Arte. Após ficar viúva, casou-se morganatiacemente em 1854 com o Conde Grigori Stroganov, de quem teve 1 filha. Após o segundo casamento, ela viveu principalmente em Florença até sua morte em 1876.
- FIlha Nanimorta (1820)
- Olga Nikolaevna (1822-1892) - apelidada de ''Ollie'', era atraente, culta e inteligente, atraindo vários pretendentes. Ao contrário das irmãs, contraiu um casamento dinástico, casando-se em 1846 com o príncipe-herdeiro Carlos de Württemberg. O casamento permaneceu sem filhos (uma vez que Carlos era homossexual) e o casal adotou sua sobrinha Vera, filha o irmão mais novo de Olga, Constantino. Em 1864 Olga tornou-se rainha de Württemberg e foi muito popular entre a população do reino até sua morte em 1892.
- Filha Nanimorta (1823)
- Alexandra Nikolaevna (1825-1844) - apelidada de ''Adini'', era supostamente a filha favorita dos seus pais, e única que herdou “o aspecto prussiano” da mãe. Conhecida por sua beleza e alegria, casou-se em 1844 com o príncipe Frederico Guilherme de Hesse-Cassel em São Petersburgo. Sofrendo de tuberculose, no mesmo ano do casamento deu a luz prematuramente a um filho que morreu após o nascimento, sendo seguido pela morte da própria Alexandra poucas horas depois.
- Constantino Nikolaevich (1827-1892) - casou-se em 1848 com a bela princesa Alexandra de Saxe-Altemburgo, com quem teve 6 filhos. Desde cedo havia sido destinado a carreia na marinha e durante o reinado de seu irmão mais velho, ele foi almirante da frota russa e introduziu grandes reformas na Marinha Russa. Foi também uma figura central na emancipação dos servos na Rússia. Teve menos sucesso como vice-rei da Polónia e teve de ser chamado de volta à Rússia onde foi atacado pelo seu liberalismo. Com o passar dos anos, teve vários casos extra-conjugais, chegando a constituir uma segunda família. Nos últimos anos viveu afastado da corte pelo sobrinho Alexandre III (que não simpatizava com ele por suas ideias liberais e sua infidelidade) falecendo em 1892.
- Nicolau Nikolaevich (1831-1891) - chamado de ''Nizi'', foi o menos promissor dos filhos de Nicolau I. Casou-se em 1856 com uma parente distante, a princesa Alexandra de Oldemburgo, de quem teve apenas 2 filhos e logo cansou-se, iniciando inúmeros casos amorosos. Em certa altura, Nicolau expulsou a esposa do palácio e constituiu uma segunda família com sua amante. Seguiu uma carreira no exército, ficando conhecido por sua participação medíocre como comandante militar na Guerra Russo-Turca de 1877-1878, assim como por irregularidades financeiras, de receber subornos e desviar dinheiro do governo. Nicolau esbanjou sua grande fortuna de forma inconsequente, contraindo várias dívidas. Nos últimos anos ele  perdeu a sanidade e  tornou-se uma companhia extremamente desagradável e descontrolável. Sua morte em 1891 não foi particularmente sentida pelos parentes e seu enorme palácio em São Petersburgo foi vendido para pagar suas dívidas.
- Miguel Nikolaevich (1832-1909) - o mais novo da família, foi descrito na como muito belo e viril e ingressou na carreira militar muito cedo com seu irmão mais velho Nicolau. Casou-se por amor em 1857 com a princesa Cecília de Baden, sendo o único dos filhos de Nicolau I que foi fiel a esposa. Durante o reinado do seu irmão, Miguel foi nomeado vice-rei do Cáucaso, desempenhando com êxito essa função. Governou o cáucaso por quase 20 anos, vivendo em Tbilisi com sua esposa e seus 7 filhos. No reinado de seu sobrinho Alexandre III, Miguel e sua família deixaram o cáucaso e retornaram para São Petersburgo, onde eram muito respeitados e apreciados. Nos últimos anos, e após a morte de seus irmãos, Miguel tornou-se uma respeitada figura patriarcal na família, falecendo em 1909.